# Lighthouse (песня Westlife)
«Lighthouse» — песня ирландской группы Westlife, заявленная в качестве ведущего сингла с альбома Greatest Hits. Авторами песни стали американский композитор и музыкальный продюсер Джон Шэнкс и Гэри Барлоу — британский музыкант, участник группы Take That. Релиз сингла в Ирландии состоялся 11 ноября 2011 года; в Великобритании «Lighthouse» вышел 13 ноября в цифровом формате и 14 ноября — на CD. Песня установила своеобразный антирекорд, не попав даже в Топ 30 британского хит-парада, несмотря на то, что все предыдущие работы группы, начиная с 1999 года, неизменно попадали в первую десятку. В Ирландии песня также стала самым неудачным синглом группы, дебютировав на 11 позиции.
Сингл «Lighthouse» оставался последним для группы до выхода песни «Hello My Love» в 2019 году.

## Работа над песней
Работа над песней проходила проходила весной—летом 2011 года под руководством Джона Шэнкса, с которым ирландская группа работала над альбомом Gravity. Съёмки видеоклипа проходили 17 сентября 2011 года в Южной Африке. Премьера композиции в радиоэфире состоялась 30 сентября. Видеоклип на песню был представлен 20 октября.

## Список композиций
1. «Lighthouse» — 4:22
2. «Poet's Heart» — 3:57

## Хронология релиза
| Страна         | Дата релиза    | Формат                   | Лейбл |
| -------------- | -------------- | ------------------------ | ----- |
| Ирландия       | 11 ноября 2011 | Цифровая дистрибуция, CD | RCA   |
| Великобритания | 13 ноября 2011 | Цифровая дистрибуция     | RCA   |
| Великобритания | 14 ноября 2011 | CD                       | RCA   |

## Позиция в чартах
| Страна         | Высшая позиция в чарте |
| -------------- | ---------------------- |
| Великобритания | 32                     |
| Ирландия       | 11                     |